# Nairobi (provins)
 Ikke at forveksle med Nairobi.
Nairobi er navnet på en  provins i Kenya. År 1999 havde provinsen 2.143.254 indbyggere og et areal på  684 km². Adminstrationen ligger i landets hovedstad af samme navn, Nairobi.

## Administrativ inddeling
Provinsen er inddelt i syv distriker:
- Central
- Dagoretti
- Embakasi
- Kasarani
- Kibera
- Makadara
- Pumwani
- Westlands

## Eksterne kilder og henvisninger
- Wikimedia Commons har flere filer relateret til Nairobi (provins)

1°17′00″S 36°49′00″Ø / 1.2833°S 36.8167°Ø